# Autofobia
Autofobia (auto [próprio] + fobia [medo])  é a fobia do isolamento; um medo mórbido de estar só, ou um pavor de ficar sozinho ou isolado. Os sofredores não precisam estar fisicamente sozinhos, mas apenas acreditar que estão sendo ignorados ou não amados. Ao contrário do que seria implicado por uma leitura literal do termo, "autofobia" não descreve um "medo de si mesmo". O distúrbio tipicamente se desenvolve e está associado a outros distúrbios de ansiedade.
A autofobia pode ser associada ou acompanhada por várias outras fobias, como a agorafobia, e geralmente é considerada parte do cluster agorafóbico. Isso significa que a autofobia tem muitas das mesmas características que certos transtornos de ansiedade e hiperventilação. A principal preocupação das pessoas com fobias no cluster agorafóbico é obter ajuda em caso de emergência. Isso significa que as pessoas podem ter medo de sair em público, ficarem na multidão, ficar sozinhas ou ficarem presas.